# Château de Kerninon
Le château de Kerninon est situé à Ploulec'h en France.

## Localisation
Le château est situé sur le territoire de la commune de Ploulec'h à moins d'un kilomètre au nord-ouest du bourg, proche de la mer, à peine 500 m à vol d'oiseau, dans le département des Côtes-d'Armor, dans la région Bretagne.

## Description
On retrouve des éléments d'un manoir du XVe siècle ou XVIe siècle dans le logis actuel, bâtiment reconstruit pour l'essentiel au XVIIIe siècle et jusque dans la première moitié du XIXe siècle. Le château est situé dans un domaine d'une vingtaine d'hectares de terres boisées et agricoles. Une chapelle et un pavillon marquent l'entrée de la cour d'honneur, et un colombier s'élève à l'intérieur d'un jardin clos de murs. L'ensemble est complété par quelques dépendances, notamment des écuries et une ancienne cidrerie,.

## Historique
Le château fut durant cinq siècles (1427-1925) la propriété de la famille Le Roux de Kerninon, des Guilhe Lacombe de Villers dans les années 1930 qui en firent la première habitation électrifiée de la commune. En 1937, le comte Jean de Bélizal, ancien maire (1972-1977) de la commune de Ploulec'h a fait l'acquisition de la propriété. Sa fille, Marie-Caroline de Bélizal, qui en a hérité, le vend en 2019,,.

## Protection
Le château est inscrit partiellement au titre des monuments historiques par arrêté en date du 22 juin 2022.
Éléments protégés : le château pour ses façades et toitures ; la cour d’honneur incluant les canalisations souterraines, ses murs et grilles de clôture, sa chapelle et sa maison dite du chapelain en totalité ; le jardin clos, son colombier en totalité, sa maison de gardien pour ses façades et toitures, ses murets intérieurs et murs de clôture ; les communs, ancienne cidrerie, garages, écuries, fontaine et vestiges de l’ancien colombier en totalité ; l'étang ou vivier ; les allées du parc pour leurs sols d'assiette et leurs portails.